# Beffes
 Beffes  es una población y comuna francesa, situada en la región de  Centro, departamento de Cher, en el distrito de Bourges y cantón de Sancergues.

## Demografía
| 668 | 637 | 689 | 662 | 644 | 672 |
| Para los censos de 1962 a 1999 la población legal corresponde a la población sin duplicidades (Fuente: INSEE [Consultar]) |     |     |     |     |     |